# Elezioni comunali in Umbria del 1993
Le elezioni comunali in Umbria del 1993 si tennero il 6 giugno (con ballottaggio il 20 giugno) e il 21 novembre (con ballottaggio il 5 dicembre); furono le prime col nuovo sistema elettorale maggioritario e l’elezione diretta del sindaco.

## Elezioni del giugno 1993

### Perugia

#### Assisi
| Candidati                     | Candidati                  | II turno             | II turno          | I turno | I turno | Liste                                         | Voti   | %     | Seggi |
| Candidati                     | Candidati                  | Voti                 | %                 | Voti    | %       | Liste                                         | Voti   | %     | Seggi |
| ----------------------------- | -------------------------- | -------------------- | ----------------- | ------- | ------- | --------------------------------------------- | ------ | ----- | ----- |
|                               | Giuliano Vitali ✔️ Sindaco | 8 425                | 53,34             | 5 197   | 30,33   | Partito Democratico della Sinistra            | 4 909  | 29,57 | 12    |
|                               | Gianfranco Costa           | 7 370                | 46,66             | 5 189   | 30,29   | Democrazia Cristiana                          | 5 349  | 32,22 | 3     |
| Seggio di coalizione          | Seggio di coalizione       | Seggio di coalizione | 46,66             | 5 189   | 30,29   | 1                                             |        |       |       |
|                               | Mino Damato                | Mino Damato          | Mino Damato       | 2 730   | 15,93   | Uniti per Rinnovare                           | 2 276  | 13,71 | 1     |
| Seggio di coalizione          | Seggio di coalizione       | Seggio di coalizione | Mino Damato       | 2 730   | 15,93   | 1                                             |        |       |       |
|                               | Edo Romoli                 | Edo Romoli           | Edo Romoli        | 2 426   | 14,16   | Partito Socialista Italiano                   | 2 446  | 14,73 | 1     |
| Seggio di coalizione          | Seggio di coalizione       | Seggio di coalizione | Edo Romoli        | 2 426   | 14,16   | 1                                             |        |       |       |
|                               | Giorgio Bonamente          | Giorgio Bonamente    | Giorgio Bonamente | 510     | 2,98    | Partito Repubblicano Italiano                 | 474    | 2,85  | –     |
|                               | Eraldo Martelli            | Eraldo Martelli      | Eraldo Martelli   | 484     | 2,82    | Movimento Sociale Italiano - Destra Nazionale | 505    | 3,04  | –     |
|                               | Guido Gaudenzi             | Guido Gaudenzi       | Guido Gaudenzi    | 364     | 2,12    | Federazione dei Verdi                         | 372    | 2,24  | –     |
|                               | Orietta Lupi               | Orietta Lupi         | Orietta Lupi      | 234     | 1,37    | Lega Nord                                     | 273    | 1,64  | –     |
| Totale                        | Totale                     | 15 795               | 100               | 17 133  | 100     |                                               | 16 604 | 100   | 20    |
|                               |                            |                      |                   |         |         |                                               |        |       |       |
| Fonte: Ministero dell'interno |                            |                      |                   |         |         |                                               |        |       |       |

#### Città di Castello
| Candidati                     | Candidati                | II turno             | II turno            | I turno | I turno | Liste                                         | Voti   | %     | Seggi |
| Candidati                     | Candidati                | Voti                 | %                   | Voti    | %       | Liste                                         | Voti   | %     | Seggi |
| ----------------------------- | ------------------------ | -------------------- | ------------------- | ------- | ------- | --------------------------------------------- | ------ | ----- | ----- |
|                               | Adolfo Orsini ✔️ Sindaco | 12 272               | 53,46               | 7 669   | 31,14   | Partito Democratico della Sinistra            | 6 773  | 29,78 | 18    |
|                               | Paola Anna Pillitu       | 10 682               | 46,54               | 5 044   | 20,48   | Cittadini per Cambiare                        | 3 706  | 16,30 | 2     |
| Seggio di coalizione          | Seggio di coalizione     | Seggio di coalizione | 46,54               | 5 044   | 20,48   | 1                                             |        |       |       |
|                               | Franco Campagni          | Franco Campagni      | Franco Campagni     | 3 106   | 12,61   | Democrazia Cristiana                          | 3 136  | 13,79 | 2     |
| Federazione dei Verdi         | Franco Campagni          | Franco Campagni      | Franco Campagni     | 3 106   | 12,61   | 209                                           | 0,92   | –     |       |
| Seggio di coalizione          | Seggio di coalizione     | Seggio di coalizione | Franco Campagni     | 3 106   | 12,61   | 1                                             |        |       |       |
|                               | Marcello Tintori         | Marcello Tintori     | Marcello Tintori    | 2 730   | 11,08   | Partito della Rifondazione Comunista          | 2 522  | 11,09 | 1     |
| Seggio di coalizione          | Seggio di coalizione     | Seggio di coalizione | Marcello Tintori    | 2 730   | 11,08   | 1                                             |        |       |       |
|                               | Silvio Pasqui            | Silvio Pasqui        | Silvio Pasqui       | 1 888   | 7,67    | Insieme per Città di Castello                 | 2 177  | 9,57  | 1     |
| Seggio di coalizione          | Seggio di coalizione     | Seggio di coalizione | Silvio Pasqui       | 1 888   | 7,67    | 1                                             |        |       |       |
|                               | Angelo Cavargini         | Angelo Cavargini     | Angelo Cavargini    | 1 147   | 4,66    | Sì per il Cambiamento                         | 1 081  | 4,75  | –     |
| Seggio di coalizione          | Seggio di coalizione     | Seggio di coalizione | Angelo Cavargini    | 1 147   | 4,66    | 1                                             |        |       |       |
|                               | Giuseppe Gonzales        | Giuseppe Gonzales    | Giuseppe Gonzales   | 1 129   | 4,58    | La Rete                                       | 1 058  | 4,65  | –     |
| Seggio di coalizione          | Seggio di coalizione     | Seggio di coalizione | Giuseppe Gonzales   | 1 129   | 4,58    | 1                                             |        |       |       |
|                               | Giovanni Lignani         | Giovanni Lignani     | Giovanni Lignani    | 1 020   | 4,14    | Movimento Sociale Italiano - Destra Nazionale | 1 032  | 4,54  | –     |
|                               | Nazzareno Venturini      | Nazzareno Venturini  | Nazzareno Venturini | 897     | 3,64    | Assemblea Civica                              | 1 046  | 4,60  | –     |
| Totale                        | Totale                   | 22 954               | 100                 | 24 630  | 100     |                                               | 22 740 | 100   | 30    |
|                               |                          |                      |                     |         |         |                                               |        |       |       |
| Fonte: Ministero dell'interno |                          |                      |                     |         |         |                                               |        |       |       |

#### Gubbio
| Candidati                     | Candidati                | II turno             | II turno          | I turno | I turno | Liste                                         | Voti   | %     | Seggi |
| Candidati                     | Candidati                | Voti                 | %                 | Voti    | %       | Liste                                         | Voti   | %     | Seggi |
| ----------------------------- | ------------------------ | -------------------- | ----------------- | ------- | ------- | --------------------------------------------- | ------ | ----- | ----- |
|                               | Paolo Barboni ✔️ Sindaco | 10 014               | 56,44             | 6 903   | 33,63   | Partito Democratico della Sinistra            | 6 596  | 33,62 | 11    |
|                               | Pier Luigi Neri          | 7 729                | 43,56             | 6 399   | 31,18   | Partito della Rifondazione Comunista          | 5 247  | 26,74 | 7     |
| Seggio di coalizione          | Seggio di coalizione     | Seggio di coalizione | 43,56             | 6 399   | 31,18   | 1                                             |        |       |       |
|                               | Cesare Migliarini        | Cesare Migliarini    | Cesare Migliarini | 2 314   | 11,27   | Democrazia Cristiana                          | 2 362  | 12,04 | 2     |
| Seggio di coalizione          | Seggio di coalizione     | Seggio di coalizione | Cesare Migliarini | 2 314   | 11,27   | 1                                             |        |       |       |
|                               | Paolo Lilli              | Paolo Lilli          | Paolo Lilli       | 2 013   | 9,81    | Partito Socialista Italiano (A)               | 2 640  | 13,45 | 3     |
| Seggio di coalizione          | Seggio di coalizione     | Seggio di coalizione | Paolo Lilli       | 2 013   | 9,81    | 1                                             |        |       |       |
|                               | Roberto Grandis          | Roberto Grandis      | Roberto Grandis   | 1 819   | 8,86    | Insieme per Cambiare (B)                      | 1 773  | 9,04  | 2     |
| Seggio di coalizione          | Seggio di coalizione     | Seggio di coalizione | Roberto Grandis   | 1 819   | 8,86    | 1                                             |        |       |       |
|                               | Angelo Farneti           | Angelo Farneti       | Angelo Farneti    | 817     | 3,98    | Movimento Sociale Italiano - Destra Nazionale | 800    | 4,08  | –     |
| Seggio di coalizione          | Seggio di coalizione     | Seggio di coalizione | Angelo Farneti    | 817     | 3,98    | 1                                             |        |       |       |
|                               | Furio Vispi              | Furio Vispi          | Furio Vispi       | 260     | 1,27    | La Rete                                       | 204    | 1,04  | –     |
| Totale                        | Totale                   | 17 743               | 100               | 20 525  | 100     |                                               | 19 622 | 100   | 30    |
|                               |                          |                      |                   |         |         |                                               |        |       |       |
| Fonte: Ministero dell'interno |                          |                      |                   |         |         |                                               |        |       |       |

- Le liste contrassegnate con le lettere A e B sono apparentate al secondo turno con il candidato sindaco Paolo Barboni.

### Terni

#### Terni
| Candidati                     | Candidati                     | II turno             | II turno            | I turno | I turno | Liste                                         | Voti   | %     | Seggi |
| Candidati                     | Candidati                     | Voti                 | %                   | Voti    | %       | Liste                                         | Voti   | %     | Seggi |
| ----------------------------- | ----------------------------- | -------------------- | ------------------- | ------- | ------- | --------------------------------------------- | ------ | ----- | ----- |
|                               | Gianfranco Ciaurro ✔️ Sindaco | 33 702               | 50,16               | 14 840  | 20,77   | Alleanza per Terni                            | 12 349 | 18,45 | 24    |
|                               | Franco Giustinelli            | 33 488               | 49,84               | 24 043  | 33,65   | Partito Democratico della Sinistra            | 22 071 | 32,97 | 7     |
| Seggio di coalizione          | Seggio di coalizione          | Seggio di coalizione | 49,84               | 24 043  | 33,65   | 1                                             |        |       |       |
|                               | Renzo Nicolini                | Renzo Nicolini       | Renzo Nicolini      | 10 284  | 14,39   | Democrazia Cristiana                          | 10 369 | 15,49 | 3     |
| Seggio di coalizione          | Seggio di coalizione          | Seggio di coalizione | Renzo Nicolini      | 10 284  | 14,39   | 1                                             |        |       |       |
|                               | Renato Govino                 | Renato Govino        | Renato Govino       | 4 341   | 6,08    | Partito della Rifondazione Comunista          | 4 527  | 6,76  | –     |
| Seggio di coalizione          | Seggio di coalizione          | Seggio di coalizione | Renato Govino       | 4 341   | 6,08    | 1                                             |        |       |       |
|                               | Antonella Baioletti           | Antonella Baioletti  | Antonella Baioletti | 4 150   | 5,81    | Movimento Sociale Italiano - Destra Nazionale | 4 245  | 6,34  | –     |
| Seggio di coalizione          | Seggio di coalizione          | Seggio di coalizione | Antonella Baioletti | 4 150   | 5,81    | 1                                             |        |       |       |
|                               | Stefania Parisi               | Stefania Parisi      | Stefania Parisi     | 3 959   | 5,54    | Unione Civica Terni                           | 3 030  | 4,53  | –     |
| Seggio di coalizione          | Seggio di coalizione          | Seggio di coalizione | Stefania Parisi     | 3 959   | 5,54    | 1                                             |        |       |       |
|                               | Sergio Lera                   | Sergio Lera          | Sergio Lera         | 3 389   | 4,74    | Partito Socialista Italiano                   | 4 120  | 6,15  | –     |
| Seggio di coalizione          | Seggio di coalizione          | Seggio di coalizione | Sergio Lera         | 3 389   | 4,74    | 1                                             |        |       |       |
|                               | Torquato Secci                | Torquato Secci       | Torquato Secci      | 2 320   | 3,25    | La Rete                                       | 1 875  | 2,80  | –     |
|                               | Antonio Tacconi               | Antonio Tacconi      | Antonio Tacconi     | 1 427   | 2,00    | Giovani per Terni                             | 1 432  | 2,14  | –     |
|                               | Paolo Lonardi                 | Paolo Lonardi        | Paolo Lonardi       | 1 260   | 1,76    | Caccia Pesca Ambiente                         | 1 323  | 1,98  | –     |
|                               | Flavio Frontini               | Flavio Frontini      | Flavio Frontini     | 880     | 1,23    | Federazione dei Verdi                         | 913    | 1,36  | –     |
|                               | Sabrina Dindrini              | Sabrina Dindrini     | Sabrina Dindrini    | 557     | 0,78    | Partito Socialista Democratico Italiano       | 694    | 1,04  | –     |
| Totale                        | Totale                        | 67 190               | 100                 | 71 450  | 100     |                                               | 66 948 | 100   | 40    |
|                               |                               |                      |                     |         |         |                                               |        |       |       |
| Fonte: Ministero dell'interno |                               |                      |                     |         |         |                                               |        |       |       |